# 阿拉谢希尔

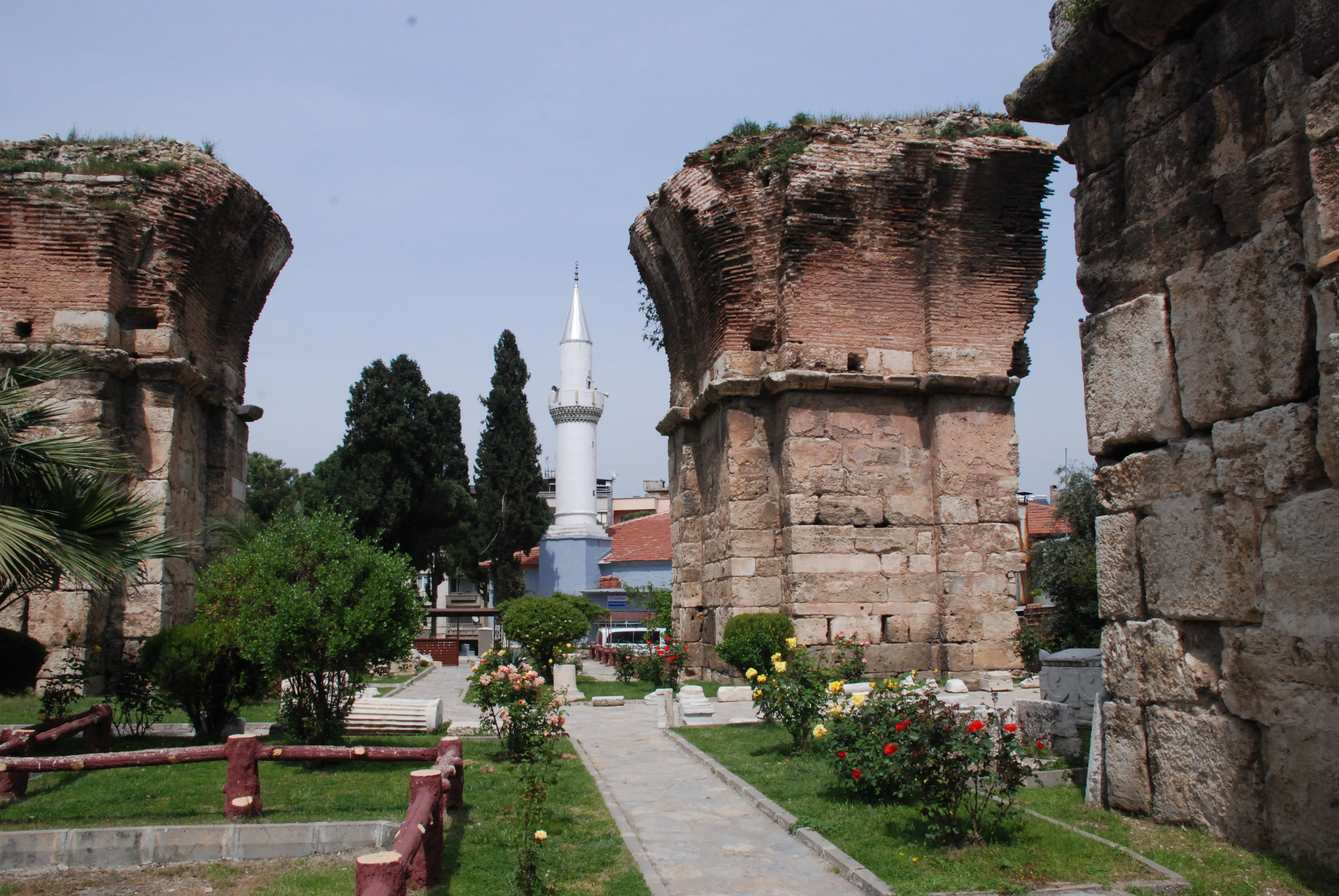
阿拉谢希尔的聖約翰教堂

阿拉谢希尔（直译：多彩城），旧称非拉鐵非（羅馬化：Philadélphia，直译：友爱之城），天主教《思高聖經》譯非拉德非雅，是土耳其爱琴海區马尼萨省的一座城市。该市透過铁路連接至105公里外的伊兹密尔。
在土耳其国内，這座城市的名字是蘇丹娜葡萄乾的代名詞。作為非拉鐵非，阿拉謝希爾是早期基督教和拜占庭時期非常重要的宗教和文化中心。直到20世紀初，它一直是東正教的重要中心，並且仍然保留有羅馬天主教會的名義上一个的教區。

## 历史

### 罗马时期
阿拉谢希尔在罗马时期使用希臘語「非拉铁非（Philadélphia）」作為名字，位于撒狄行政区（Pliny NH 5.111）。公元17年，该市遭到地震的严重破坏。

### 启示录中的记载
虽然有几个古代城市都称为非拉铁非，但这里才是使徒约翰在启示录中列为亚西亚的七个教会中的那一个。非拉铁非是七个教会中的第六个。写给非拉铁非教会的书信记载在启示录 3:7–13。根据这封书信的记载，非拉铁非的基督徒受到了当地犹太人的迫害，启示录中将犹太人称为“撒但一会的”。

### 拜占庭时期
非拉德非雅是一座繁榮的拜占庭城市，在公元6世紀因其節日和寺廟而被稱為“小雅典”。據推測，這表明這座城市並未完全皈依基督教。 然而基督教女先知阿米亞來自非拉德非雅。大約在 600年，圓頂的聖約翰大教堂建成，其遺跡是現代城市的主要考古景點。 曾經包圍這座城市的拜占庭城牆幾乎全部倒塌。 在城鎮的東北邊緣，靠近公車站的地方，仍然可以看到一些遺跡。 該城市於1074年和1093-1094年被塞爾柱突厥人佔領。 1098年，第一次十字軍東征期間，它被拜占庭皇帝阿萊克修斯一世收復。公元11世紀至15世紀，它是色雷斯西亚军区的總督和軍事指揮官的所在地。
這裡是數次反抗拜占庭皇帝的起義中心：1182年，由約翰·科穆寧·瓦塔茨領導；1188年至1205年或1206年，由當地非拉德非雅人西奧多·曼加法斯領導，反抗伊薩克二世·安傑洛斯。 當時非拉德非雅主教區晉升為大都會。14世紀，希臘東正教君士坦丁堡宗主教將非拉德非雅定為呂底亞大都市，至今仍維持此一地位。 它被授予這一榮譽是因為這座城市沒有向奧斯曼帝國投降。 這座城市尤其在13世紀和14世紀非常繁榮：有一個熱那亞貿易殖民地，該城市是皮革製品和紅染絲綢的重要生產地（也許它的土耳其語名稱就是由此而來，意思可能是「紅色之城」）。到了14世紀，這座城市被奧斯曼酋長國包圍，但名義上仍效忠拜占庭皇帝。 該城市透過貿易及其戰略位置保持繁榮。
非拉德非雅是一個獨立的中立城市，受拉丁人的羅德騎士團的影響，於1390年被巴耶濟德一世佔領。在巴耶濟德一世征服之前，它是拜占庭希臘人在小亞細亞的最後一個據點。12年後，它被帖木兒佔領，帖木兒用囚犯的屍體築起了圍牆。

### 奥斯曼时期
英国旅行家理查德·錢德勒在18世纪后期曾到訪该市，提到该市规模龐大，約略有300户希腊东正教家庭定居於此。

## 现代
截至2012年，阿拉谢希尔市区人口为48,147人，都會區人口則有99,145人。